# Staršij mičman
Staršij mičman (in russo: maresciallo maggiore; cirillico: Cтарший мичман) è il più alto grado del ruolo marescialli della Marina della Federazione Russa. Il grado è equiparabile al capo di prima classe della Marina Militare Italiana e primo maresciallo e al primo maresciallo luogotenente delle forze armate italiane e corrisponde al grado di Staršij praporščik (cirillico: Cтарший прапорщик) dell'Esercito e dell'Aeronautica della Federazione russa.
Il grado è superiore a Mičman (in russo: maresciallo; cirillico: Mичман) e inferiore al grado di Mládšij lejtenant (sottotenente) che è il grado più basso tra gli ufficiali.

## Unione Sovietica
Nell'Unione Sovietica il grado di Staršij mičman venne istituito nella Marina nel 1981 insieme al grado di Staršij praporščik nell'esercito e nell'Aeronautica e tali gradi erano riservati a coloro che avevano maturato la loro anzianità di servizio nel grado di praporščik nell'esercito e nell'Aeronautica o mičman nella Marina.
In precedenza il 1º gennaio 1972 in seguito al decreto del Presidium del Soviet Supremo dell'Unione Sovietica del 18 novembre 1971 era stato reintrodotto nell'Esercito e nell'Aeronautica il grado di praporščik che nell'Esercito dell'Impero russo identificava i portabandiera, giovani ufficiali che in combattimento erano responsabili del trasporto e dell'integrità della bandiera di guerra del proprio reggimento (прапора, prápora). Con lo stesso decreto nella Marina sovietica il grado di Mičman venne equiparato al grado di praporščik e venne istituito il grado di Glavnyj korabel'nyj staršina (sottufficiale capo di vascello) che andò a ricoprire lo stesso ruolo gerarchico che fino ad allora era del grado di Mičman ereditandone oltre al livello gerarchico anche i distintivi di grado.
Per potere conseguire la nomina al grado di mičman e di praporščik, il cui obbligo contrattuale era di una permanenza di cinque o dieci anni nell'esercito o nella marina, prorogabili in periodi di tre anni, gli aspiranti dovevano superare gli studi pertinenti nelle scuole di praporščik e di mičman del ministero dell'educazione sovietico. Diversamente dagli staršiná e dei sergenti, che generalmente erano giovani, i praporščik e i mičman erano veterani che accumulavano esperienza nel loro grado senza progressione di carriera.

### Precedenti distintivi di grado di Mičman e Staršij mičman
|                     | Mičman                     | Mičman                     | Mičman                     | Mičman                                          | Mičman                              | Mičman                              | Mičman                     | Mičman                     | Mičman                     | Staršij mičman (OR-9a)     |
| (OF-1)              | (OF-1)                     | (OF-1)                     | (OR-8)                     | (OR-8)                                          | (OR-8)                              | (OR-8)                              | (OR-8)                     | (OR-9b)                    |                            | Staršij mičman (OR-9a)     |
| Distintivi di grado |                            |                            |                            |                                                 |                                     |                                     |                            |                            |                            |                            |
|                     | Controspallina (1884−1904) | Controspallina (1904−1909) | Controspallina (1909-1917) | Distintivo per paramano (1940−1943) (1956-1963) | Distintivo per paramano (1943−1955) | Distintivo per paramano (1963−1971) | Controspallina (1943−1955) | Controspallina (1956−1971) | Controspallina (1971-1994) | Controspallina (1981-1994) |

## Federazione russa
Con la dissoluzione dell'Unione Sovietica il grado di mičman venne ereditato dalla Marina della Federazione Russa e dalle Marine militari degli stati ex-sovietici.
I gradi di Mičman e Staršij mičman sono paragonabili al ruolo marescialli delle forze armate italiane, o, secondo una diversa interpretazione dei gradi, come grado intermedio tra i sottufficiali e gli ufficiali subalterni, paragonabile ai warrant officers delle forze armate americane o a quella italiana ad esaurimento del Corpo unico degli specialisti della Marina Militare (precedentemente noto come Ruolo degli ufficiali del Corpo equipaggi militari marittimi), e del Ruolo unico degli specialisti dell'Aeronautica Militare. Con il passaggio nel 1981 del grado di Mičman al ruolo marescialli il grado di Glavnyj korabel'nyj staršina (sottufficiale capo di vascello) è diventato il più alto tra i sottufficiali, equiparabile al capo di prima classe della Marina Militare Italiana.
| Gradi militari dell'Unione Sovietica e della Federazione Russa |                                 |                                                        |
| Grado inferiore: Mičman (Mичман)                               | Staršij mičman (Cтарший мичман) | Grado superiore: Mládšij lejtenant (Младший лейтенант) |